# Gladys Egan
Gladys Egan (Manhattan, 24 de maio de 1900 - Parkersburg, 8 de março de 1985) foi uma atriz-mirim norte-americana durante a era do cinema mudo. Participou em 104 filmes, incluindo muitas produções de D. W. Griffith, entre 1908 e 1914.

## Filmografia selecionada
- The Adventures of Dollie (1908)
- Romance of a Jewess (1908)
- Behind the Scenes (1908)
- The Lonely Villa (1909)
- The Country Doctor (1909)
- A Trap for Santa Claus (1909)
- In Little Italy (1909)
- The Rocky Road (1910)
- In the Border States (1910)
- The House with Closed Shutters (1910)
- A Child's Stratagem (1910)[4]
- His Trust Fulfilled (1911)
- The Making of a Man (1911)
- The Inner Circle (1912)
- The Painted Lady (1912)